# Startpage.com
Startpage – holenderska wyszukiwarka internetowa, nastawiona na prywatność. Strona umożliwia uzyskiwanie wyników wyszukiwania Google, jednocześnie chroniąc prywatność użytkowników, nie przechowując danych osobowych ani danych wyszukiwania i usuwając wszystkie skrypty śledzące. Startpage.com posiada również funkcję „Anonymous View”, która umożliwia użytkownikom otwieranie wyników wyszukiwania za pośrednictwem serwera proxy w celu zwiększenia anonimowości. Ponieważ firma ma siedzibę w Holandii, jest chroniona przez holenderskie i unijne przepisy dotyczące prywatności, a zatem nie podlega programom nadzoru prowadzonym przez Stany Zjednoczone, takim jak PRISM.
Startpage.com powstało jako siostrzana strona Ixquick, silnika metasearch założonego w 1998 roku. Strony internetowe zostały połączone w 2016 roku. W październiku 2019 r. Startpage otrzymało znaczną inwestycję od Privacy One Group spółki zależnej od System1.

## Historia

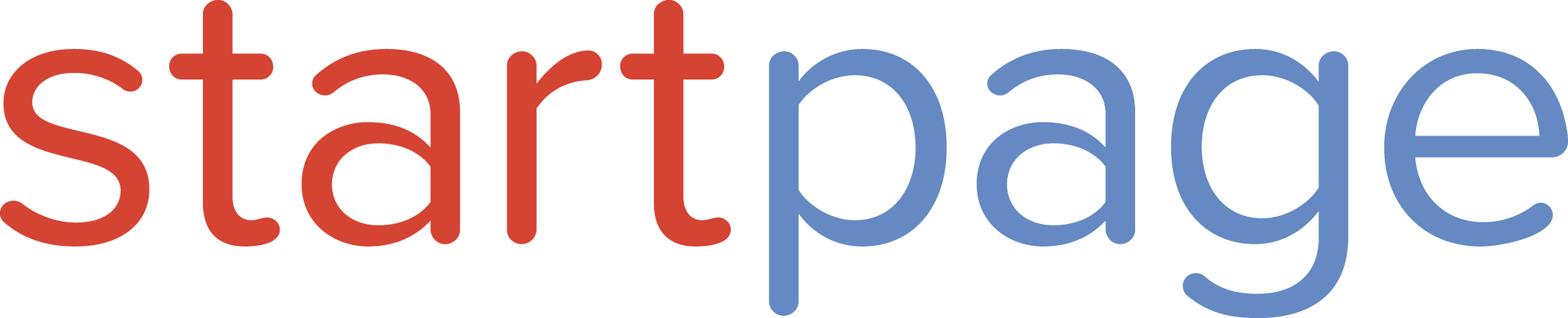
Logo Startpage do 2018 roku

Ixquick został stworzony w 1998 roku przez Davida Bodnicka w Nowym Jorku. Początkowo zapewniał metasearch dla 14 różnych wyszukiwarek internetowych i katalogów, a także obrazy, wiadomości i silniki MP3. Wyniki były sortowane po ocenie trafności każdego z narzędzi wyszukiwania. Surfboard Holding BV, firma z siedzibą w Zeist w Holandii, kierowana przez Roberta EG Beensa, nabyła Ixquick w 2000 r. Ixquick został odświeżony 23 marca 2005 r. nowymi funkcjami, w tym przeprojektowanym algorytmem metasearch.
Startpage.com powstał jako katalog stron WWW w 2002 r. a w następnym roku zaczął tworzyć kopię lustrzaną Ixquick. W dniu 7 lipca 2009 r. Firma ponownie uruchomiła Startpage.com w celu pobierania wyników wyłącznie z wyszukiwarki Google. Startpage.com było domyślną wyszukiwarką  przeglądarki Tor Browser aż do wydania jej wersji 4.5 w kwietniu 2015.
W dniu 29 marca 2016 r. Serwis Ixquick.com został połączony z wyszukiwarką Startpage.com Od 2017 r. Startpage wykonuje szacunkowo 2 miliardy wyszukiwań. Firma była jedną z 200 europejskich firm, które sprzeciwiły się wdrożeniu przez FCC polityki kończącej neutralność sieci. 
W październiku 2019, Privacy One Group, należąca do firmy SYSTEM1 nabyła większościowy pakiet udziałów w Startpage jednak, zdaniem firmy, jej „założyciele mogą odrzucić wszelkie potencjalne zmiany techniczne, które mogą negatywnie wpłynąć na prywatność użytkownika”. Utrzymując swoją siedzibę główną i działalność w Holandii, Startpage nadal jest chroniony przez holenderskie i unijne (UE) przepisy dotyczące prywatności.
W maju 2020 Vivaldi ogłosiło, że przeglądarka dodała Startpage jako opcjonalną wyszukiwarkę.

## Ochrona prywatności
W dniu 27 czerwca 2006 r. Po aferze związanej z Google Shopping, Ixquick zaczął usuwać prywatne dane swoich użytkowników. Oświadczył, że nie udostępnia danych osobowych użytkowników innym wyszukiwarkom ani dostawcy swoich sponsorowanych wyników. Według Wirecutter (należącego do The New York Times), Startpage nie przechowuje danych osobowych użytkownika ani danych wyszukiwania. ZDNet w maju 2020 r. w swojej recenzji również stwierdził, że Startpage „nie śledzi, nie rejestruje, ani nie udostępnia danych i historii wyszukiwania”.
W 2011 r. Startpage otrzymało European Privacy Seal, która potwierdza zgodność z prawem i przepisami UE w zakresie bezpieczeństwa danych i prywatności. Jest to realizowane poprzez serię audytów projektowych i technicznych. Zostało ponownie certyfikowany w 2013 i 2015 r. Od stycznia 2009 r. firma zaprzestała rejestrować adresy IP użytkowników Ponieważ Startpage ma siedzibę w Holandii, „nie podlega prawom Stanów Zjednoczonych, takim jak Patriot Act, i nie może być zmuszane do przestrzegania amerykańskich programów nadzoru, takich jak PRISM”. Startpage przekazał 20 000 euro NOYB, organizacji non-profit założonej przez Maxa Schremsa, która jest zaangażowana w prowadzenie istotnych spraw sądowych i inicjatyw medialnych, wspierających ogólne rozporządzenie UE o ochronie danych.
Firma zapewnia również samodzielną usługę proxy, Startpage.com Proxy, która jest wbudowana do wyszukiwarki Startpage. Ta funkcja, od 2018 znana jako Anonymous View, umożliwia użytkownikom otwieranie wszystkich wyników wyszukiwania za pośrednictwem proxy.
StartMail, założony w 2014 roku przez dyrektora generalnego Startpage - Beens, został stworzony w celu oferowania chroniącej prywatność poczty elektronicznej. StartMail umożliwia tworzenie jednorazowych i trwałych aliasów e-mail dla każdego konta.  Phil Zimmermann, wynalazca systemu szyfrowania PGP, którego Startpage zatrudniło w 2018 roku, aby doradzał w zakresie technologii prywatności, pomógł również w opracowaniu zaszyfrowanej przez PGP poczty StartMail.
Ponieważ Startpage.com nie gromadzi danych użytkowników, nie używa targetowanych reklam opartych na historii danych użytkowników. Firma generuje przychody ze swojej wyszukiwarki poprzez dostarczanie reklam kontekstowych na podstawie słowa kluczowego używanego do wyszukiwania.

## Funkcje
Startpage korzysta z wyników Google, za które płaci. Od lipca 2020 r. Startpage umożliwia wyszukiwanie w 82 językach tym w języku duńskim, niderlandzkim, angielskim, fińskim, francuskim, niemieckim, włoskim, japońskim, koreańskim, norweskim, polskim, portugalskim, chińskim, hiszpańskim, szwedzkim i tureckim.
Witryna zawiera zakładkę do wyszukiwania stron w Internecie, a także zakładki do wyszukiwania obrazów i wideo. W listopadzie 2019 Startpage dodało zakładkę z aktualnościami. Według firmy wyszukiwania wiadomości nie są „selekcjonowane ani spersonalizowane”, a „każdy użytkownik, który wyszuka to samo hasło, w tym samym czasie, otrzyma te same wiadomości”.